# Pandémie de Covid-19 au Togo
La pandémie de Covid-19 au Togo démarre officiellement le 6 mars 2020. À la date du 24 octobre 2022, le bilan est de 289 morts.

## Chronologie

### Contexte
Le 12 janvier 2020, l'Organisation mondiale de la santé (OMS) a confirmé qu'un nouveau coronavirus était à l'origine d'une maladie respiratoire chez un groupe de personnes de la ville de Wuhan, province du Hubei, Chine, qui a été signalée à l'OMS le 31 décembre 2019,.
Le taux de létalité pour la Covid-19 a été beaucoup plus faible que le SRAS de 2003, mais la transmission a été significativement plus élevée, avec un nombre total de décès important.

### 2020

Nombre de cas au Togo depuis le début de l'épidémie.

Nombre de morts au Togo depuis le début de l'épidémie.

Le 6 mars, les autorités togolaises ont annoncé le premier cas de Covid-19, une femme togolaise de 42 ans qui a voyagé entre l'Allemagne, la France, la Turquie et le Bénin avant de retourner au Togo. À cette date, il a été signalé qu'elle était traitée de manière isolée et que son état était stable.
Le 20 mars, neuf autres cas ont été confirmés au Togo. Ce jour-là, le premier cas s'est rétabli, comme l'indique le ministère de la Santé,. Sept autres cas ont été confirmés le 21 mars. Afin de contrôler la propagation du virus au Togo, toutes les frontières du pays ont été fermées. Les villes de Lomé, Tsévié, Kpalimé et Sokodé sont mises en quarantaine depuis le 20 mars pour deux semaines,. Au total en mars il y avait 34 cas confirmés dont un décès.
En avril 2020, il y avait huit décès et 82 cas confirmés, portant le nombre global à 116.
En mai 2020, il y avait quatre décès et 326 cas confirmés, portant le nombre global à 442.
En juin 2020, il y avait un décès et 201 cas confirmés, portant le nombre global à 643.
Au 12 juillet 2020, il y avait 720 cas confirmés au total, 513 cas guéris, 192 cas actifs et 15 décès. Le nombre total de tests réalisés s'élevait à 35457 au 12 juillet 2020, soit 4,60 tests pour 1 000 habitants. Au total en juillet il y avait quatre décès et 284 cas confirmés, portant le nombre global à 927.
En août 2020, il y avait dix décès et 473 cas confirmés, portant le nombre global à 1 400.
En septembre 2020, il y avait 20 décès et 359 cas confirmés, portant le nombre global à 1 759.
En octobre 2020, il y avait neuf décès et 598 cas confirmés, portant le nombre global à 2 357.
En novembre 2020,il y avait 617 nouveaux cas et sept décès, portant le nombre de cas à 2 974 dont 64 décès.
En décembre 2020,il y avait 637 nouveaux cas et quatre décès, portant le nombre de cas à 3 611 dont 68 décès.

### 2021
En janvier 2021, il y avait 1 463 nouveaux cas et neuf décès, portant le nombre de cas à 5 074 dont 77 décès.
En février 2021, il y avait 1 827 nouveaux cas et sept décès, portant le nombre de cas à 6 901 dont 84 décès.
En mars 2021, il y avait 3 348 nouveaux cas et 25 décès, portant le nombre de cas à 10 249 dont 109 décès.
En avril 2021, il y avait 2 682 nouveaux cas et 14 décès, portant le nombre de cas à 12 931 dont 123 décès.
En mai 2021, il y avait 526 nouveaux cas et deux décès, portant le nombre de cas à 13 457 dont 125 décès.
En juin 2021, il y avait 424 nouveaux cas et quatre décès, portant le nombre de cas à 13 881 dont 129 décès.
En juillet 2021, il y avait 1 917 nouveaux cas et 23 décès, portant le nombre de cas à 15 798 dont 152 décès.
En août 2021, il y avait 5 763 nouveaux cas et 33 décès, portant le nombre de cas à 21 561 dont 185 décès.
En septembre il y avait 3 868 nouveaux cas et 44 décès, portant le nombre de cas à 25 429 dont 229 décès.
En octobre 2021, il y avait 650 nouveaux cas et 13 décès, portant le nombre de cas à 26 079 dont 242 décès.
En novembre 2021, il y avait 186 nouveaux cas et un décès, portant le nombre de cas à 26 265 dont 243 décès.
En décembre 2021, il y avait 4 408 nouveaux cas et cinq décès, portant le nombre de cas à 30 673 dont 248 décès.

### 2022
En janvier 2022, il y avait 5 818 nouveaux cas et 20 décès, portant le nombre de cas à 36 491 dont 268 décès.
En février 2022, il y avait 307 nouveaux cas et quatre décès, portant le nombre de cas à 36 798 dont 272 décès.
En mars 2022, il y avait 145 nouveaux cas, portant le nombre de cas à 36 943 dont 272 décès.
En avril 2022, il y avait 48 nouveaux cas et un décès, portant le nombre de cas à 36 991 dont 273 décès.
En mai 2022, il y avait 94 nouveaux cas, portant le nombre de cas à 37 085 dont 273 décès.
En juin 2022, il y avait 363 nouveaux cas et deux décès, portant le nombre de cas à 37 448 dont 275 décès.
En juillet 2022, il y avait 644 nouveaux cas et cinq décès, portant le nombre de cas à 38 092 dont 280 décès.
En août 2022, il y avait 408 nouveaux cas et trois décès, portant le nombre de cas à 38 500 dont 283 décès.
En septembre 2022, il y avait 586 nouveaux cas et deux décès, portant le nombre de cas à 39 086 dont 285 décès.
En octobre 2022, il y avait 218 nouveaux cas et cinq décès, portant le nombre de cas à 39 304 dont 290 décès.
En novembre 2022, il y avait 26 nouveaux cas, portant le nombre de cas à 39 330 dont 290 décès.
En décembre 2022, il y avait 14 nouveaux cas, portant le nombre de cas à 39 344 dont 290 décès.

### 2023
En 2023 il y avait 209 nouveaux cas, portant le nombre de cas à 39 553 dont 290 décès.

## Mesures prises pour freiner l'épidémie
Les premières mesures, annoncées par conférence de presse, ont été durcies et remplacées par d'autres mesures, plus actuelles, notamment depuis l'allocution du président Faure Gnassingbé, ayant annoncé la mise en place du couvre-feu notamment. Les autres mesures datent de la mi-mars est avaient été annoncées par le premier ministre. Deux milliards de CFA seront destinés au déploiement de mesures sanitaires pour freiner l'épidémie, mais ce montant sera revu probablement à la hausse.
- suspension des vols en provenance d'Italie, de France, d'Allemagne et d'Espagne ;
- annulation de tous les événements internationaux pendant trois semaines ;
- isolement de personnes rentrant de pays à risque ;
- fermeture des frontières (depuis le 19 mars) ;
- interdiction des rassemblements de 100 personnes à compter du 19 mars[46] ;
- couvre-feu de 20h à 6h du matin dès le 2 avril[47] ;
- une force spéciale anti-pandémie forte de 5 000 hommes est notamment chargée de veiller à l’application du couvre-feu.
- mise en place d'un numéro vert, le 111[47] ;
- mise en place de laboratoires mobiles pour le dépistage à travers le pays[47] ;
- état d'urgence sanitaire décrété pour 3 mois[47];
- projet « Novissi » est un programme de transferts monétaires visant à soutenir tout citoyen togolais éligible ayant perdu son revenu en raison de l’adoption des mesures de riposte contre le Coronavirus;
- fabrication de respirateurs artificiel et des visières de protection par un fab lab de la place[48].

Conformément à l'interdiction des grands rassemblements, le 18 mars, la Fédération togolaise de football a suspendu tous ses matches. D'autres événements ont également été annulés, notamment le festival de littérature FILBLEU.
Le 8 juin 2020, sur la base des rapports du Conseil scientifique confirmant la stabilisation de l’épidémie au Togo, le gouvernement a pris de nouvelles mesures à compter du mardi 9 juin 2020 :
- la levée totale du couvre-feu ;
- la levée du bouclage des villes initialement concernées ;
- le port de masque de protection obligatoire pour tous[18].

## Mesures sociales et économiques
On relève différentes mesures sociales pour aider les foyers les plus modestes :
- Gratuité de l'eau et de l'électricité pour les 3 mois de l'état d'urgence sanitaires pour les revenus modestes[50] ;
- Réduction des frais de branchement à l'eau de 75 000 à 25 000 CFA[50] ;
- Mise en place d'un fonds national de solidarité économique de 400 milliards de CFA[50] ;
- Des transferts monétaires vers les plus vulnérables ;
- Réajustement des horaires de travail des fonctionnaires de 9 h à 16 h.

## Soutien international
L'Allemagne a annoncé qu'elle allait aider le Togo dans la gestion de cette crise sanitaire.
Des médecins cubains sont déployés au Togo pour combattre la pandémie.